# Laštovičky

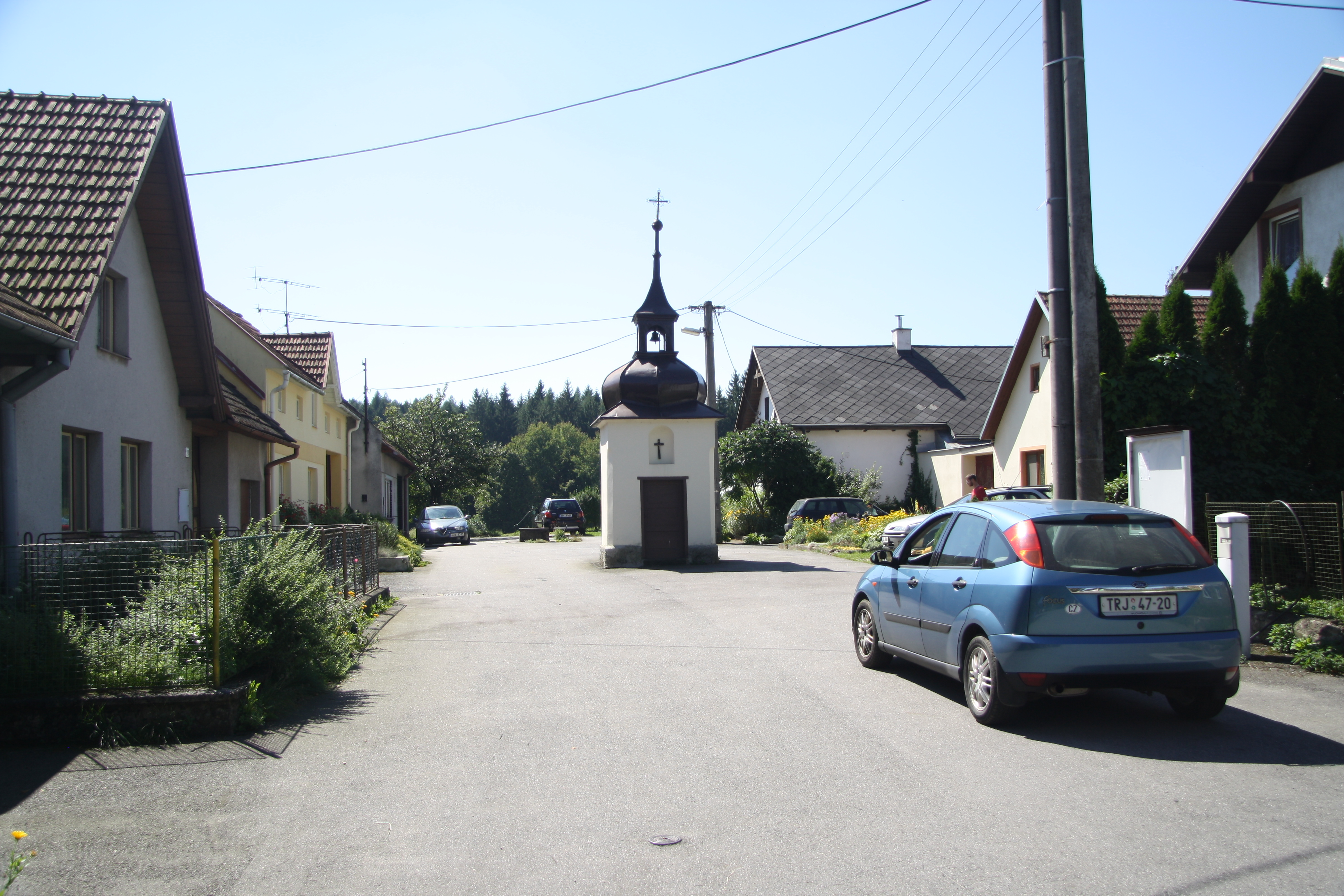
Zentrum und Kapelle in Laštovičky.

Laštovičky (deutsch Schwalbenfeld, auch Laschtowitschek) ist ein Ortsteil der Gemeinde Rousměrov in Tschechien. Er liegt 13 Kilometer nördlich von Velké Meziříčí und gehört zum Okres Žďár nad Sázavou.

## Geographie
Laštovičky befindet sich in der zur Böhmisch-Mährischen Höhe gehörigen Křižanovská vrchovina (Krischanauer Bergland) im Quellgebiet des Baches Suchý potok. Nordwestlich erhebt sich der Hügel Suky (583 m). Gegen Süden schließt sich das Waldgebiet der Rousměrovská borovina an.
Nachbarorte sind Suky und Polák im Norden, Křiby im Nordosten, Bohdalec im Osten, Rousměrov im Südosten, Těšíkův Mlýn im Süden, Krásněves und Kněževes im Südwesten, Radostín im Westen sowie Ostrov nad Oslavou im Nordwesten.

## Geschichte
Anstelle des Dorfes befand sich die ursprünglich die zum Kloster Saar gehörige Ansiedlung Rousmírov. Diese wurde wahrscheinlich auf den Fluren eines älteren Dorfes Kreuzdorf gegründet und erlosch im 15. Jahrhundert.
Um 1609 entstand auf der Wüstung ein neues Dorf, das als Rousměrovsko, Nový Rousměrov bzw. Nová Rousměrovská bezeichnet wurde. Nach dem Dreißigjährigen Krieg wurden 1658 im Hufenregister (Lánský rejstřík) für Nový Rousměrov drei wüste Anwesen ausgewiesen. Da die Bewohner von Nový Rousměrov von Raub und Diebstahl lebten, wurde das Dorf aufgelöst und an seiner Stelle der Hof Schwalbenfeld errichtet. Nach der Auflösung des Klosters im Zuge der Josephischen Reformen erfolgte 1786 die Parzellierung des Hofes.
Südöstlich des Hofes entstand die neue Familiantensiedlung Rousměrov. Im Jahre 1805 bestand Schwalbenfeld aus 9 Häusern, in denen 38 Menschen lebten. Pfarrort war Horní Bory. Unterrichtet wurden die Kinder des Ortes ab 1815 in Horní Bory und Sklené.
Nach der Aufhebung der Patrimonialherrschaften bildete Schwalbenfeld/Vlaštovičky ab 1850 einen Ortsteil der Gemeinde Horní Bory im Bezirk Velké Meziříčí. Bis 1857 war Schwalbenfeld nach Ostrov nad Oslavou und Rousmírov nach Sklené eingeschult, danach wurde in Rousmírov eine private Schule errichtet. 1887 entstand die politische Gemeinde Rousmírov, zu der Schwalbenfeld gehörte. Vlaštovičky bestand im Jahre 1900 aus 10 Häusern mit 56 Bewohnern. Mit Beginn des Jahres 1961 wurde der Okres Velké Meziříčí aufgelöst und die Gemeinde dem Okres Žďár nad Sázavou zugeordnet. 1991 hatte der Ort 36 Einwohner. Im Jahre 2001 bestand das Dorf aus 14 Wohnhäusern, in denen 39 Menschen lebten.

## Ortsgliederung
Laštovičky ist Teil des Katastralbezirkes Rousměrov.

## Sehenswürdigkeiten
- Sühnekreuz an der Straße von Rousměrov, es erinnert an die Tötung des Rousměrover Richters durch schwedische Söldner